# Tunnel de Timpa delle Vigne
Le tunnel de Timpa delle Vigne (Galleria Timpa delle Vigne en italien) est un tunnel bitube monodirectionnel à double voie emprunté par l'autoroute A2, à hauteur de la ville de Nocera Terinese, dans la région de Calabre, en Italie.

## Histoire
L'ouvrage, situé du km 300 + 462 au km 301 + 243 construit entre mai 2008 et mai 2013, fait partie du tronçon d'environ trois kilomètres du macrolotto entre Altilia (Cosenza) et Falerna (Catanzaro), ouvert à la circulation le 20 mai 2013. La cérémonie d'ouverture s'est déroulé à 11 h 00 à l'entrée sud du tunnel de Timpa delle Vigne. Le coût d'investissement total pour l'ensemble du lot est d'environ 355 millions d'euros.